# Maskenzug
Maskenzug (Corteo di maschere) op.240, è una polka di Johann Strauss (figlio).
Il 25 novembre 1860, il pubblico viennese ebbe due possibilità per poter vedere e ascoltare Johann Strauss condurre la sua nuova polka Maskenzug. Le due sedi scelte per ospitare l'evento erano molto diverse fra loro: di pomeriggio il lavoro fu eseguito nel programma di un concerto all'aria aperta nei Volksgarten, mentre fu riascoltato in serata durante un ballo in maschera che si svolse negli sfarzosi ambienti del Redoutensaal nel palazzo dell'Hofburg a Vienna.
Strauss era ritornato recentemente dalla sua quinta stagione di concerti a Pavlovsk, e fu proprio nella cittadina russa che la Maskenzug-polka venne ascoltata per la prima volta. Poiché l'entusiasta pubblico russo presente in sala al momento dell'esecuzione marcò con i piedi il ritmo della polka, il brano divenne noto come Trapp-polka (letteralmente polka del pestare).